# Echinohelea zonata
Echinohelea zonata är en tvåvingeart som beskrevs av Tokunaga 1963. Echinohelea zonata ingår i släktet Echinohelea och familjen svidknott. Inga underarter finns listade i Catalogue of Life.